# Auchenipterus britskii
Auchenipterus britskii е вид лъчеперка от семейство Auchenipteridae. Видът не е застрашен от изчезване.

## Разпространение
Разпространен е в Бразилия.

## Описание
На дължина достигат до 14 cm.
Популацията на вида е стабилна.